# 아그네스 포켈스

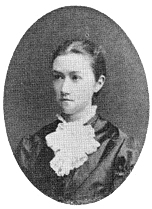

아그네스 루이제 빌헬민 포켈스(Agnes Luise Wilhelmine Pockels, 1862년 2월 14일 ~  1935년 11월 21일)은 독일 출신으로 화학 분야를 선도한 여성이다. 그녀의 연구는 기본적으로 액체와 고체의 표면이 갖는 성질을 기술하는, 오늘날 표면과학으로 알려진 분야의 토대를 구축한 것으로 평가된다.

## 어린 시절 및 학업
포켈스는 1862년 이탈리아의 베니스에서 태어났다. 당시에 베니스는 오스트리아의 영토였고, 그녀의 아버지도 오스트리아 군대에서 복무하였다. 아버지가 말라리아에 걸려서 1871년 작센주 남부의 브라운슈바이크로 이주했다.